# アウタリ
アウタリ（ラテン語: Authari, Autharius、540年ごろ - 590年9月5日）は、ランゴバルド王国の王（在位: 584年 - 590年）である。

## 生涯
アウタリは、ランゴバルド王国の創始者アルボインの甥であるクレフの子として、540年ごろに生まれた。彼の生誕時は、ランゴバルド族がパンノニア（現在のハンガリー西部）に定住していた時期にあたる。
568年、ランゴバルド族はアルボインに率いられてイタリア半島へ侵入し、ランゴバルド王国を建国した。しかし、アルボインは572年に暗殺され、その後を継いだクレフも574年に暗殺された。クレフの死後、ランゴバルド王国では王を置かず、有力な公（ドゥクス）たちが各地を支配する「公爵の時代（Rule of the Dukes）」と呼ばれる10年間の空白期を迎えた。
この混乱期を経て、東ローマ帝国との対立が激化し、ランゴバルド族は再び統一された強力な指導者を必要とした。584年、公たちはアウタリを王に推戴し、彼はランゴバルド王国の王位に就いた。

## 治世
アウタリの治世は、ランゴバルド王国の安定と強化に尽力した時期であった。彼は、東ローマ帝国との戦いを継続しつつも、外交交渉も行い、ランゴバルド王国の領域を確立しようと試みた。特に、585年には東ローマ帝国のラヴェンナ総督府と停戦協定を結び、一時的な平和をもたらした。
また、アウタリは国内の統治体制の確立にも努めた。彼は、有力な公たちの権限を抑制し、王権の強化を図った。さらに、彼は自身の権威を高めるため、ランゴバルド族の伝統的な法慣習を文書化する試みを行ったと考えられている。
アウタリの治世において特筆すべきは、フランク王国との関係である。587年、彼はフランク王国の王キルデベルト2世の妹ブルンヒルドとの結婚を試みたが、これはフランク王国の反対により実現しなかった。しかし、彼はその後、バイエルン公ガリバルドの娘テオデリンダと結婚した。テオデリンダはカトリック教徒であり、この結婚はカトリック教会との関係改善のきっかけとなった。

## 死去とその後
アウタリは590年9月5日、在位わずか6年で死去した。彼の死後、王位はテオデリンダの意向により、トリノ公アギルルフが継承した。アギルルフはアウタリの政策を引き継ぎ、ランゴバルド王国の更なる発展に貢献した。
アウタリの治世は短期間ではあったものの、ランゴバルド王国が「公爵の時代」の混乱を乗り越え、王権を再確立する上で重要な時期であった。彼の政策は、後のランゴバルド王国の発展に大きな影響を与えたのである。